# Kamov
Kamov (tovární prefix Ka) je ruská konstrukční kancelář zabývající se především vývojem vrtulníků. Oficiálně vznikla 7. října 1948 nařízením sovětského ministerstva leteckého průmyslu. Jejím zakladatelem byl letecký konstruktér Nikolaj Iljič Kamov, po němž je také pojmenována. Závod sídlí v Moskvě. Během 40. let 20. století pracoval Kamov na vývoji vírníků. Konstrukční kancelář Kamov je známá především výrobou vrtulníků s koaxiálními protiběžnými rotory.
V roce 2007 se Kamov, společně s ostatními ruskými výrobci vrtulníků, stal součástí koncernu Ruské vrtulníky. Obchodní značka Kamov zůstala u vrtulníků zachována.

## Vyráběné vrtulníky
Následující seznam zahrnuje v minulosti nebo v současnosti vyráběné vrtulníky.
- Ka-8
- Ka-10
- Ka-15
- Ka-18
- Ka-20
- Ka-25
- Ka-26
- Ka-27
- Ka-28
- Ka-29
- Ka-31
- Ka-32
- Ka-37
- Ka-40
- Ka-50
- Ka-52
- Ka-60
- Ka-62
- Ka-64
- Ka-90
- Ka-92
- Ka-115
- Ka-118
- Ka-126
- Ka-128
- Ka-137
- Ka-175
- Ka-226
- Ka-252

## Galerie

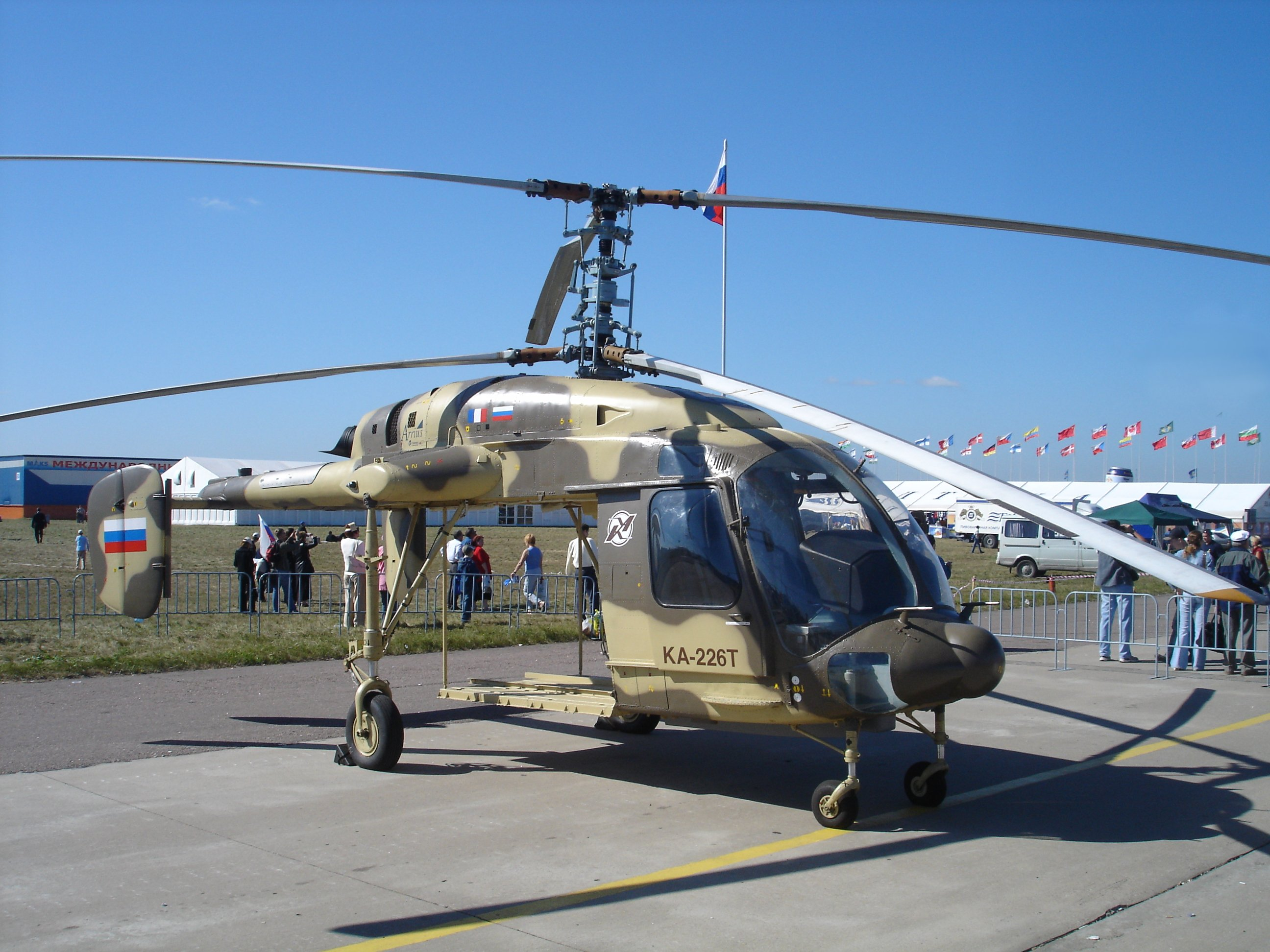
Vrtulník Ka-26
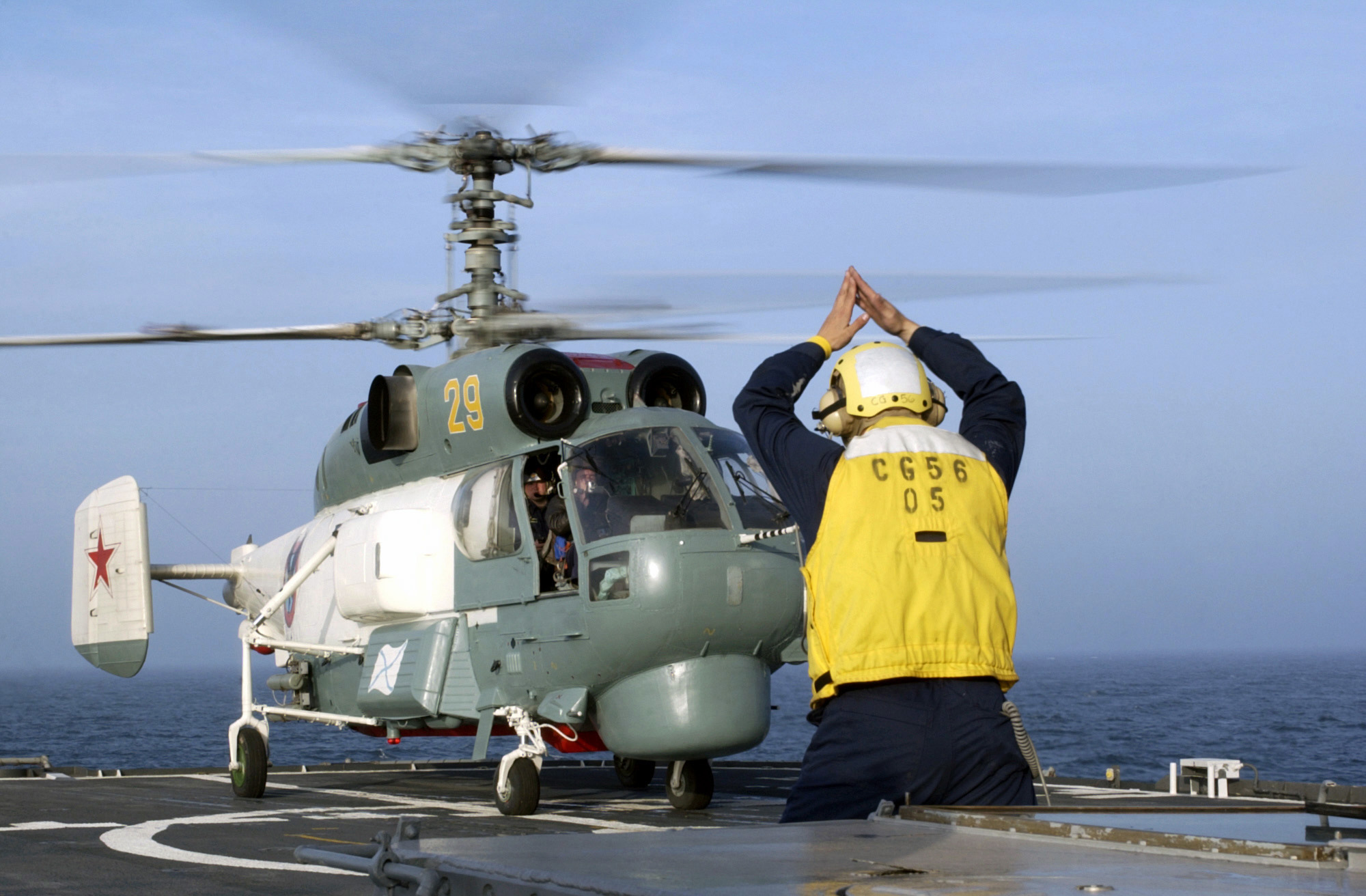
Vrtulník Ka-27
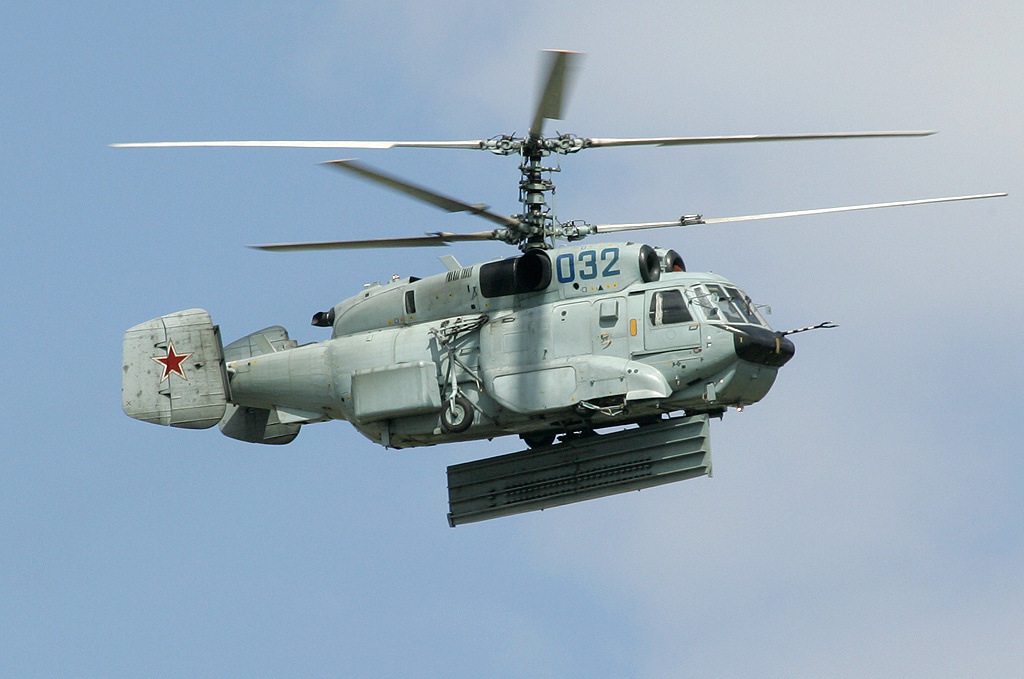
Ka-31
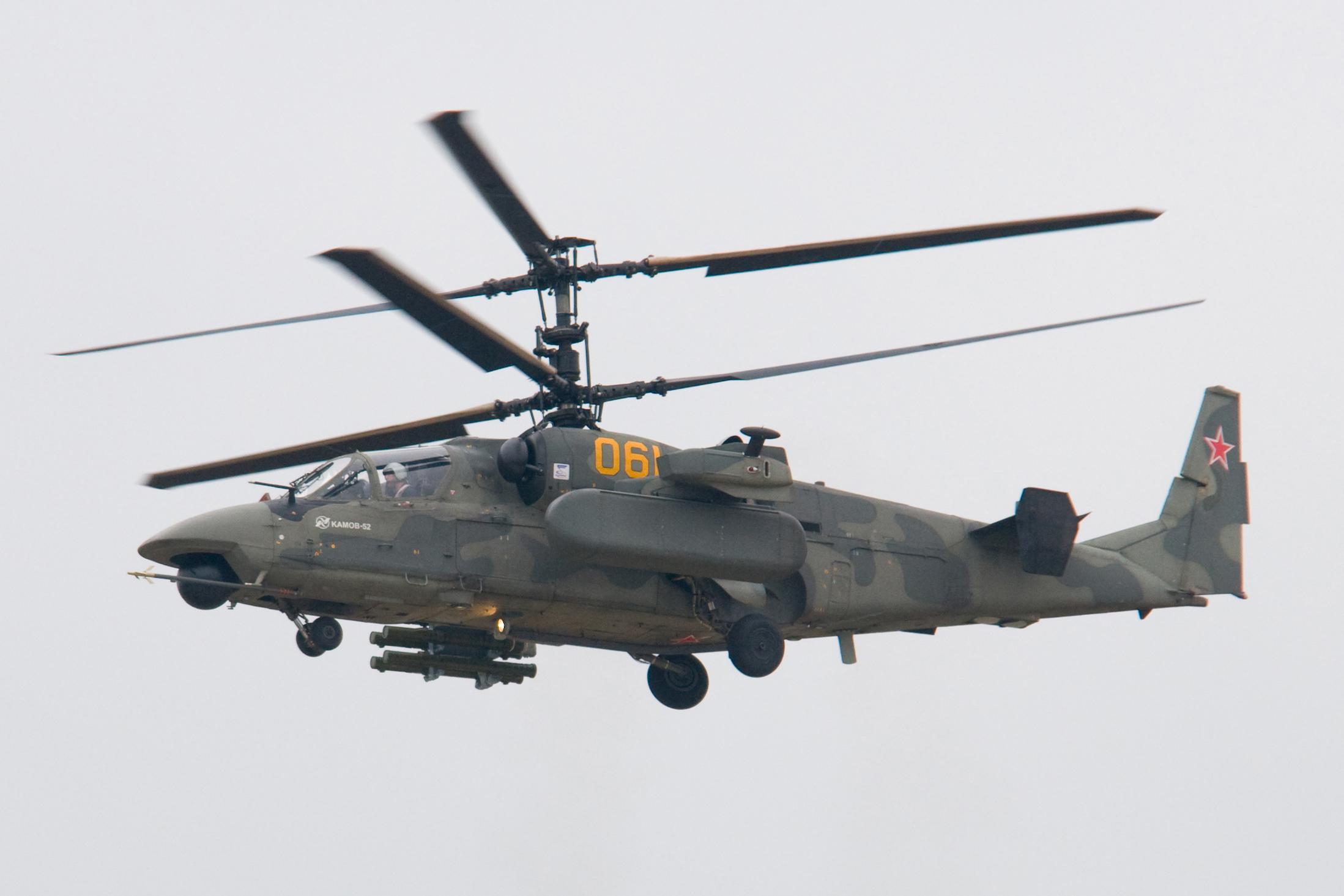
Vrtulník Ka-52
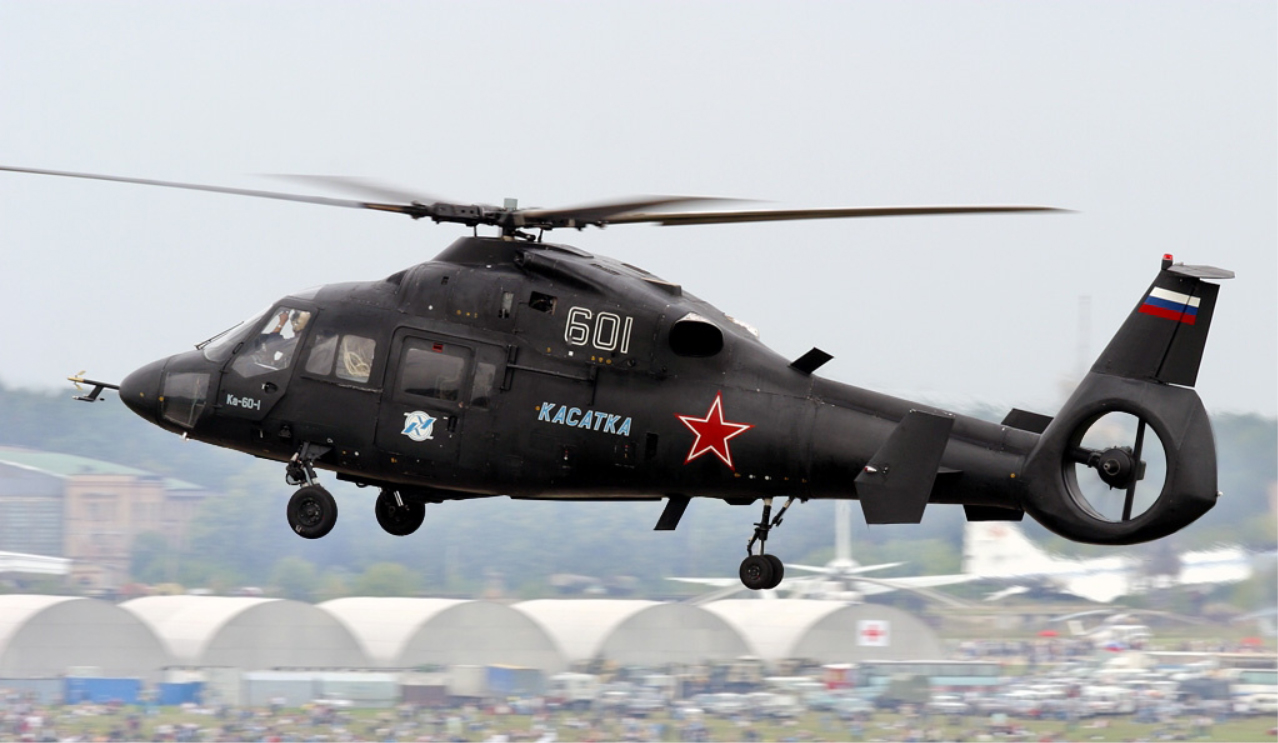
Vrtulník Ka-60